# Oncastichus
Oncastichus is een geslacht van vliesvleugeligen uit de familie Eulophidae. De wetenschappelijke naam van dit geslacht is voor het eerst geldig gepubliceerd in 1995 door LaSalle.

## Soorten
Het geslacht Oncastichus is monotypisch en omvat slechts de volgende soort:
- Oncastichus goughi Headrick & LaSalle, 1995